# Sandhi
Sandhi (Sanskriet: संधि, saṃdhi, samenvoegen) is de beïnvloeding van een klank door naburige klanken om de welluidendheid en uitspreekbaarheid te bevorderen. Er wordt onderscheid gemaakt tussen interne sandhi (binnen een woord) en externe sandhi (tussen twee woorden). Het kan zowel om lexicale als om postlexicale regels gaan. 
In het Nederlands wordt de klankbeïnvloeding wel uitgesproken, maar niet geschreven. Zo wordt de h in boterhammen onder invloed van de r en de a niet uitgesproken, maar blijft wel geschreven. In het Sanskriet worden de sandhiregels ook op het schrift toegepast. Zo zal bijvoorbeeld Rāmas gacchati (Rama loopt) zowel uitgesproken als geschreven worden als Rāmo gacchati, omdat woordfinaal -as wordt uitgesproken als -o als het volgende woord met een g begint.
Als de tekst wordt geschreven in het devanagari, het klassieke Sanskrietalfabet, worden de twee woorden vaak tot een woord samengevoegd. Zo wordt Bhagavat Gita na toepassen van de sandhiregels bhagavadgita.
De beïnvloeding van de toonhoogte door de toon van de erop volgende lettergreep is toon-sandhi.
Oorspronkelijk was sandhi alleen een term uit de taalkunde, maar het begrip wordt nu ook bij andere disciplines gebruikt.